# Dodge Stratus
Dodge Stratus — середньорозмірий 4-дверний сімейний седан введений в 1995 році. Вона була заснована на передньоприводній платформі Chrysler JA Cab. Виробництво припинилося на початку 2006 року. На зміну моделі прийшов Dodge Avenger.

## Перше покоління (1995-2000)

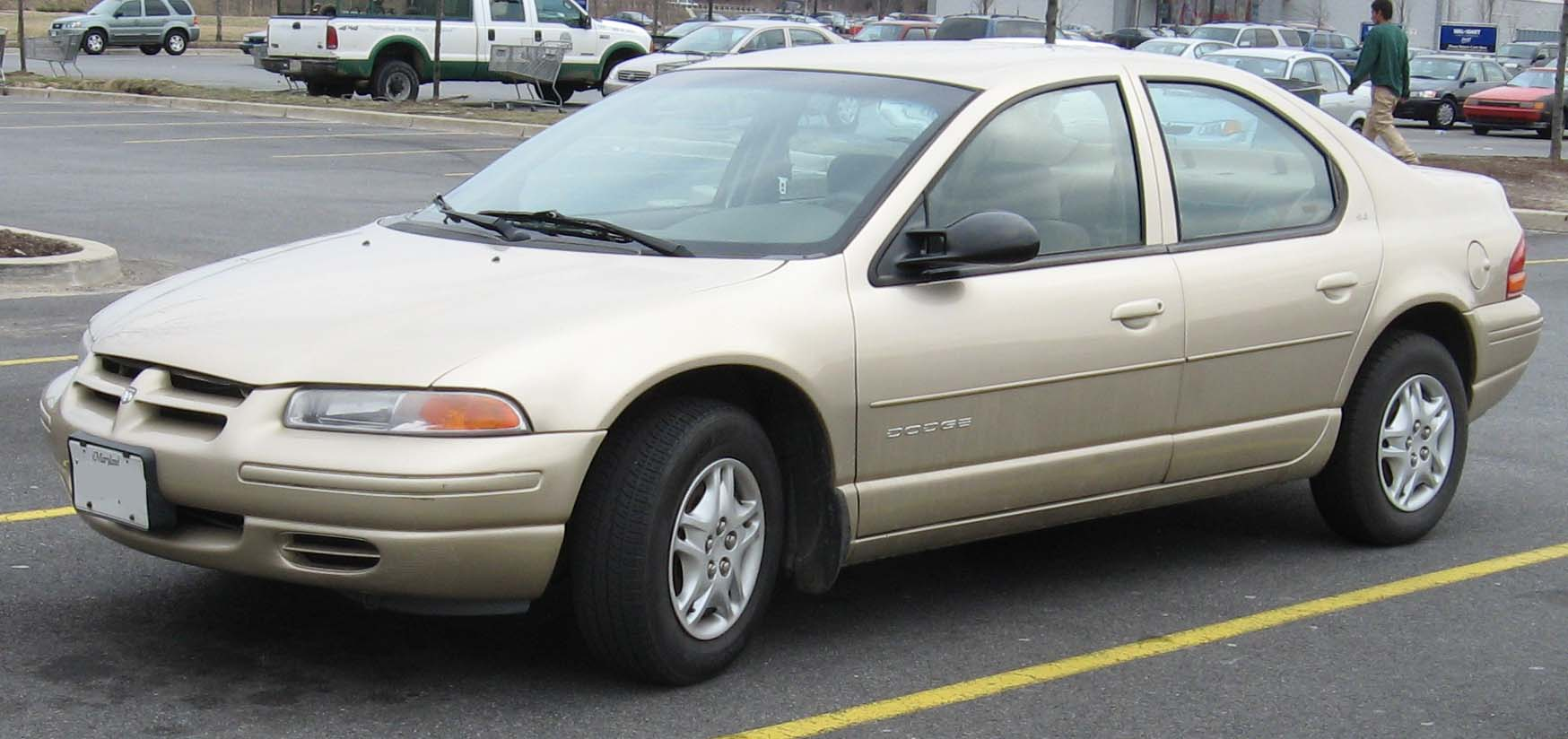
Dodge Stratus 1

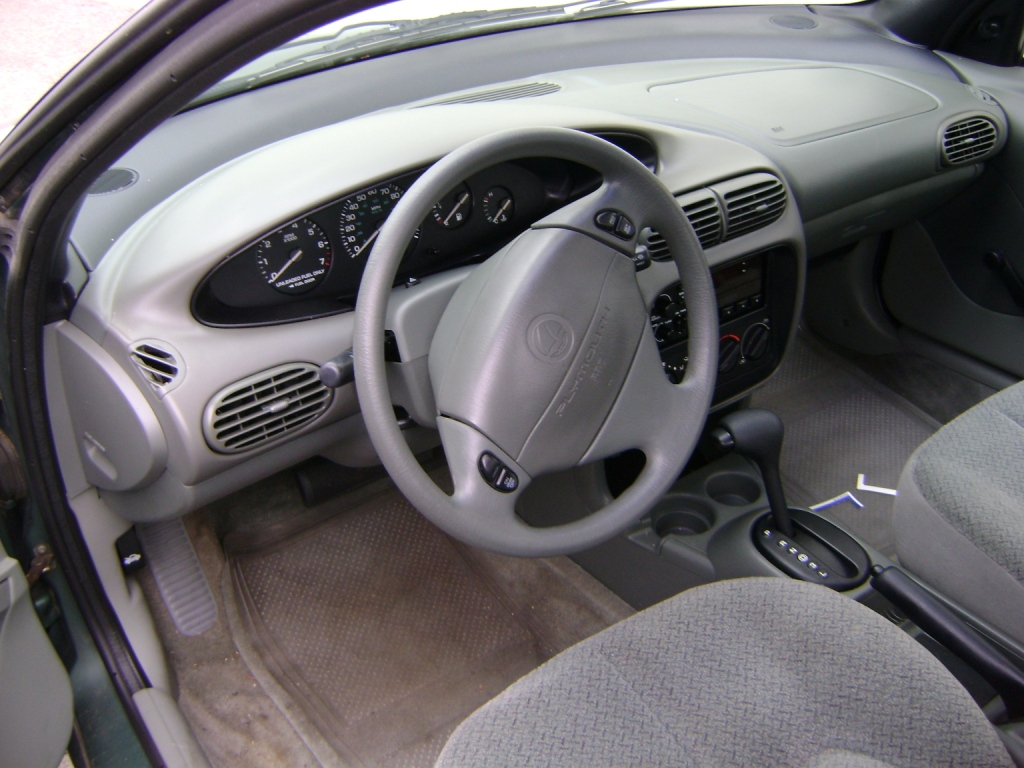
Dodge Stratus 1

Dodge Stratus був випущений на ринок в 1995 році як заміна Dodge Spirit і Dynasty. Автомобіль існував у двох комплектаціях: базовій (2000 року перейменована в SE) з двигуном 2.0 л (опційно був доступний 2.4 л) і ES в 1995-97 рр., який також комплектувався 2.0 л двигуном (опційно були доступні варіанти 2.4 і 2.5 л). З 1998 року базовим для ES став двигун 2.4 л., а з 1999 року єдиним ваірантом став автомобіль з двигуном 2.5 л V6.
У Мексиці продавалася турбована версія Stratus, що комплектувалася 4-циліндровим DOHC двигуном об'ємом 2.4 л і 4-ступінчастою АКПП з функцією Autostick. Двигун автомобіля мав потужність 168 к.с. (124 кВт) при 5200 об/хв і крутний момент 293 Нм при 2200 об/хв.
2000-й рік став останнім роком продажів Stratus в Канаді, перед заміною на Chrysler Sebring (Dodge не пропонував свого автомобіля).

### Двигуни
- 2.0 L A588 I4
- 2.4 L EDZ/EY7 I4
- 2.4 L EDV/EDT I4 turbo
- 2.5 L 6G73 V6

## Друге покоління (2000-2006)

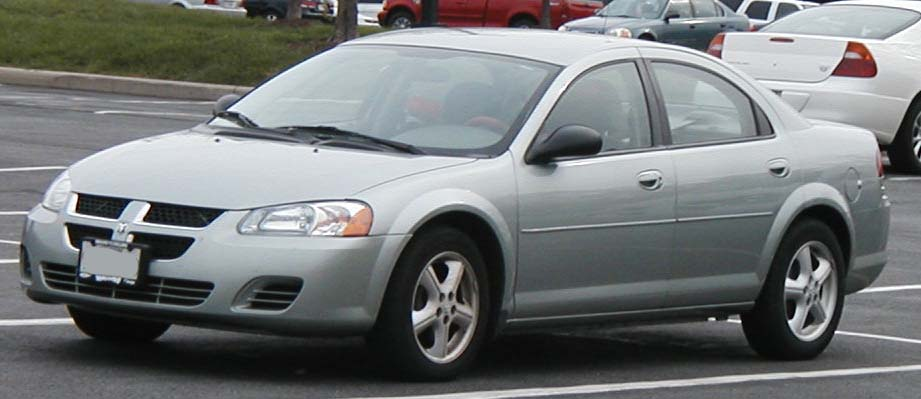
Dodge Stratus 2

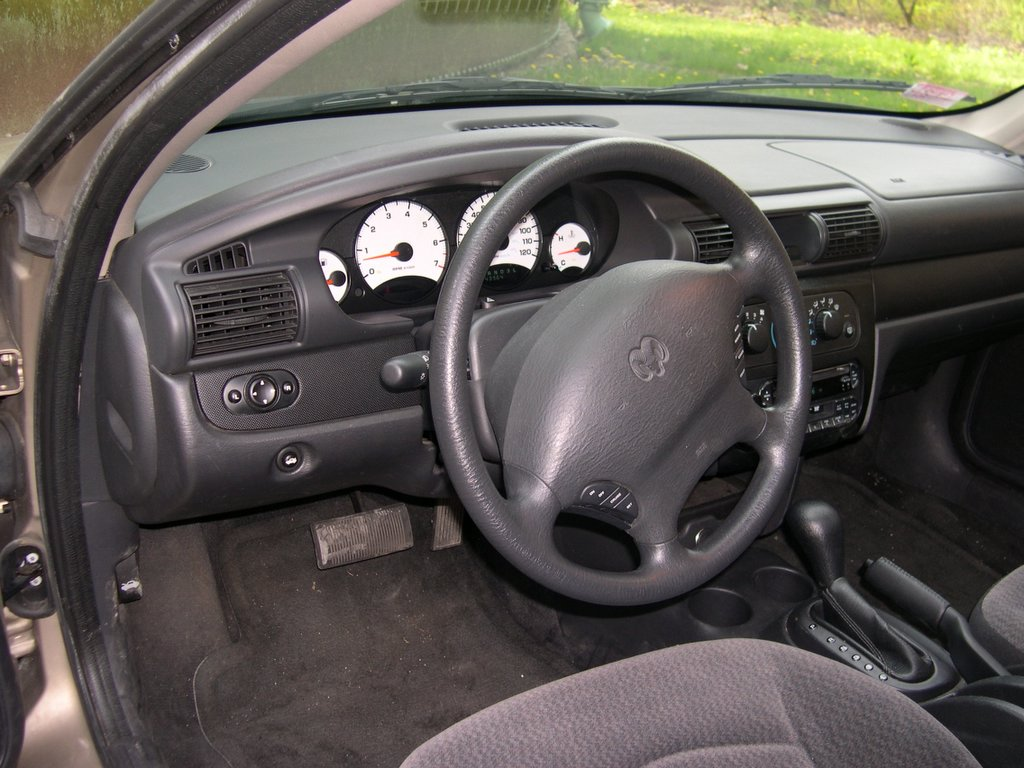
Dodge Stratus 2

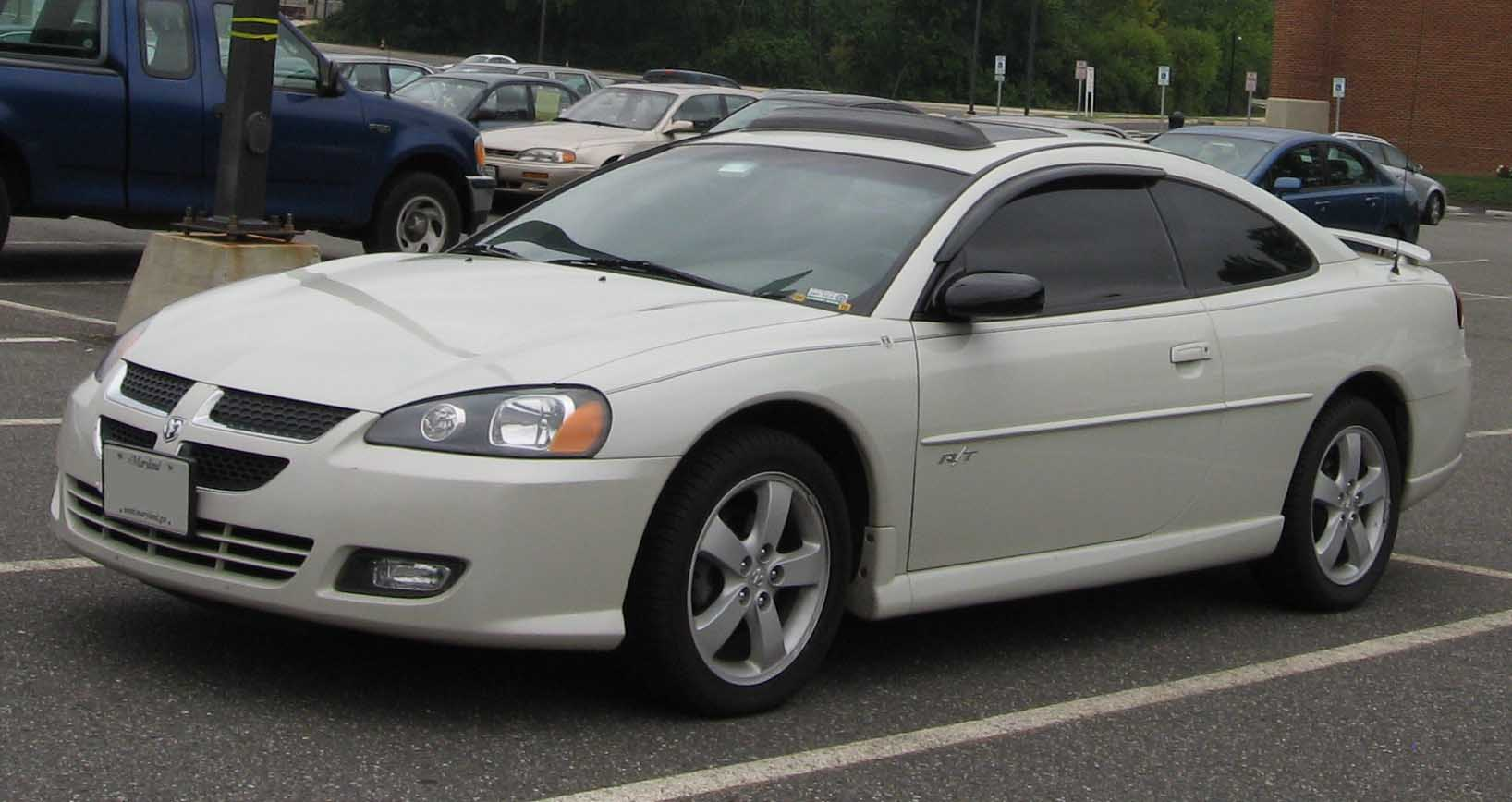
Dodge Stratus 2 купе

Dodge Stratus було створено для сімей, яким потрібен гарний, практичний і недорогий автомобіль, який ідеально підходить для щоденного використання. Творці моделі приділили особливу увагу саме внутрішньому комфорту автомобіля. Dodge Stratus 2006 року - це 5-місний седан з величезною кількістю місця для пасажирів передніх та задніх сидінь, особливо, якщо враховувати розмір машини. У автомобіля, також, досить місткий вантажний відсік. Сидіння Стратуса обшиті тканиною, а панель приладів - міцним пластиком з дерев'яними вставками. Інтер'єр Доджа доповнений безліччю стандартних функцій, таких як: круїз-контроль, безключовий доступ і електропривідні вікна. Як опціональні комплектуючі можна виділити супутникове радіо Sirius. Модель належить до 4-дверних седанів і чимось нагадує Chrysler Sebring. Найбільш значущою відмінністю між Stratus і Sebring є характерний дизайн решітки радіатора Доджа. Деякі моделі, також, можуть виділятися привабливим заднім спойлером і вузькими фарами головного світла. Стратус сидить на 16-дюймових колесах. Базова комплектація автомобіля представлена: кондиціонером, електропривідними вікнами, дзеркалами і замками, круїз-контролем, CD-плеєром. Залежно від модифікації автомобіль, також, може бути оснащений: жорсткою підвіскою і 17-дюймовими литими дисками. 
Після припинення виробництва Stratus в 2006 році, конвеєр і оснащення були продані російського концерну ГАЗ, який виробив 9000 екземпларів дещо зміненого Stratus під назвою Volga Siber в період з 2007 по 2010 рік.

### Двигуни
- 2.4 L EDZ I4
- 2.4 L 4G64 I4
- 2.4 L EDV/EDT I4 turbo
- 2.7 L EER V6
- 3.0 L 6G72 V6

## Продажі
| Рік    | США     |
| ------ | ------- |
| 1998   | 123,303 |
| 1999   | 95,186  |
| 2000   | 128,549 |
| 2001   | 110,504 |
| 2002   | 114,056 |
| 2003   | 59,022  |
| 2004   | 136,014 |
| 2005   | 104,020 |
| 2006   | 102,317 |
| Всього | 972,971 |